# Storczyk cuchnący
Storczyk cuchnący (Anacamptis coriophora (L.) R.M.Bateman, Pridgeon & M.W.Chase, Lindleyan) – gatunek byliny z rodziny storczykowatych (Orchidaceae). W wykazie flory Polski opisany jest jako Orchis coniophora L. Po odkryciu polifiletycznego charakteru rodzaju Orchis gatunek ten włączony został do rodzaju koślaczek (Anacamptis).
Gatunek ten występuje w Europie, zachodniej Azji i północnej Afryce.

## Morfologia
ŁodygaRoślina osiąga wysokość 15–40 cm.
BulwaOsiąga od 1 do 2 cm średnicy.
LiścieRównowąskie i lancetowate o długości do 10 cm.
KwiatyZebrane w kwiatostan, dość gęsty, długości do 15 cm. Wydzielają nieprzyjemny zapach.

## Biologia i ekologia
Bylina, geofit. Rośnie na wilgotnych łąkach. Kwitnie od maja do lipca. Liczba chromosomów 2n = 36, 38.

## Zagrożenia i ochrona
Gatunek w Polskiej Czerwonej Księdze Roślin (2001) uznany już został za wymarły na terytorium Polski. Odnaleziony został jednak w 2003 w Kotlinie Biebrzańskiej w okolicach Wizny oraz w 2006 w Kotlinie Sandomierskiej.
Roślina objęta jest w Polsce ścisłą ochroną gatunkową.
Kategorie zagrożenia:
- Kategoria zagrożenia w Polsce według Czerwonej listy roślin i grzybów Polski (2006)[11]: E (wymierający, krytycznie zagrożony); 2016: CR (krytycznie zagrożony)[12].
- Kategoria zagrożenia w Polsce według Polskiej Czerwonej Księgi Roślin (2001): EX (wymarły) – nieaktualne; 2014: CR (krytycznie zagrożony)[13].